# King Coffee
Cà phê King Coffee là sản phẩm cà phê thương hiệu Việt Nam được phát triển bởi Công ty TNHH MTV TNI ra mắt vào 10/2016 tại Hoa Kỳ sau đó tiếp tục phát triển ở hơn 60 quốc gia và vùng lãnh thổ, trong đó có các thị trường lớn như Trung Quốc, Mỹ, Nhật Bản, Nga, Singapore, Hàn Quốc… trước khi về lại Việt Nam vào tháng 8/2017.
Cách phát triển sản phẩm của King Coffee khác với đa số các sản phẩm và công ty khác, King Coffee của TNI Corporation được ra mắt và chinh phục thị trường quốc tế rồi sau đó mới trở về Việt Nam.

## Tên gọi
King Coffee được đặt bởi chính CEO của TNI Corporation - Lê Hoàng Diệp Thảo, thông qua cái tên thương hiệu "King Coffee", bà Thảo nói lên khát vọng xây dựng nên thương hiệu cà phê huyền thoại Việt Nam. Việc sử dụng tên King Coffee mang tính toàn cầu sẽ giúp sản phẩm có thể phát triển ở thị trường quốc tế.

## Lịch sử hình thành
Cà phê Việt Nam một trong những ngành có tốc độ phát triển nhất Việt Nam, cà phê lần đầu du nhập vào Việt Nam thông qua việc người Pháp thành lập đồn điền ở gần Kẻ Sở, Bắc Kỳ vào năm 1888. Sau đó cây cà phê được trồng thêm ở các vùng Tây Bắc, Phủ Quỳ - Nghệ An, Đắk Lắk, Lâm Đồng,...
Sau 1975, cây cà phê ở Việt Nam mới được phát triển mạnh tại các tỉnh Tây Nguyên. Đây cũng chính là Thủ phủ cà phê Buôn Ma Thuột - nơi cung cấp những hạt cà phê Robusta ngon nhất Việt Nam cho King Coffee.
Cà phê hòa tan xuất hiện trên thị trường vào những năm 1950 và đã phát triển nhanh chóng dựa trên nhịp sống ngày càng nhanh của con người. Từ những năm 2000, cà phê hoà tan bắt đầu phát triển mạnh ở Việt Nam với các thương hiệu đi đầu là Nescafé, VinaCafe, G7.
Cà phê King Coffee được tạo ra để tiếp nối những thành công của G7, bên cạnh đó sẽ phát triển ra thị trường thế giới và đa dạng hoá sản phẩm từ cà phê hoà tan tới cà phê rang xay.
Tháng 10/2016 TNI lần đầu cho ra mắt thương hiệu cà phê King Coffee tại Sự kiện Âm nhạc Thuý Nga Paris By Night (120) Hoa Kỳ. Việc ra mắt ở thị trường Mỹ đã gây chú ý không chỉ đối với người Việt mà còn với người Mỹ, sau đó lan toả ra các quốc gia khác như Hàn Quốc, Ấn Độ, Singapore, Liên bang Nga, Trung Quốc…
Tháng 11/2016 King Coffee xuất hiện ở Hàn Quốc tại Triển lãm Café Show 2016 và lên kệ hệ thống siêu thị Kim’s Club hàng đầu của Hàn Quốc.
Tháng 3/2017 Có thêm nhiều dòng sản phẩm mới của King Coffee được giới thiệu tại China Food & Drinks tại Thành Đô, Trung Quốc.
Trong cùng tháng 3/2017 King Coffee ra mắt thị trường Ấn Độ qua Hội chợ International Food và Hospitality Fair diễn ra ở New Dehli, Ấn Độ.
Với nhu cầu xuất khẩu ngày càng tăng, nhà máy sản xuất cà phê Bắc Giang không thể đáp ứng kịp các đơn hàng quốc tế. 20/4/2017 nhà máy TNI King Coffee được khánh thành ở Khu công nghiệp Nam Tân Uyên, Bình Dương sau 5 tháng thi công. Nhà máy có diện tích 51.300 m2 được trang bị công nghệ sản xuất cà phê hiện đại từ châu Âu, đáp ứng tiêu chuẩn chất lượng, an toàn thực phẩm của thị trường quốc tế. Với công suất 145.000 tấn năm, chuyên sản xuất dòng sản phẩm King Coffe cho tiêu thụ trong nước và xuất khẩu ở 88 quóc gia.
Tháng 5/2017 King Coffee đại diện cho cà phê Việt Nam tham dự SIAL China 2017 ở Trung Quốc, King Coffee chính thức xâm nhập thị trườn tỷ dân.
Tháng 8/2017 King Coffee quay lần đầu ra mắt người Việt phục vụ cho người tiêu dùng trong nước.

## Các dòng sản phẩm King Coffee

### Cà phê hoà tan
1. Cà phê hoà tan 3 in 1: có thành phần từ Cà phê hòa tan, bột kem, đường với hạt chính là hạt Robusta (cà phê Vối) từ Thủ phủ cà phê Buôn Mê Thuột với hương vị có sự cả tiến phù hợp hơn với thị hiếu người tiêu dùng hiện nay so với "Cà phê G7 3in1[11].
2. Cà phê hoà tan Đen: được làm từ cà phê nguyên chất 100% hạt cà phê Arbica và Robusta, không đường, không kem sữa, dành cho những người thích hương vị cà phê đậm đà hoặc sử dụng để pha chế theo hương vị riêng.
3. Esspresso: được chế tác hoàn toàn từ hạt Arbica theo công nghệ Châu Âu, giá khá cao.
4. Cà phê 2 in 1: giống với 3 in 1 nhưng không có đường (chỉ có Cà phê hoà tan và bột kem), dành cho người thích uống cà phê quan tâm đến sức khỏe hoặc không thể sử dụng đường.

### Cà phê rang xay
Chủ yếu là cà phê Blend, riêng ở sản phẩm King Coffee của TNI, cà phê Blend được pha trộn từ 4 chủng loại cà phê khác nhau là: Arabica, Robusta, Excelsa và Catimor.
1. Inspire Blend: hương vị hài hòa, đằm, thơm lâu, thích hợp cho những người có gu cà phê nhẹ, hương cà phê giữ lâu trong miệng.
2. Gourmet Blend: hương vị mạnh mẽ và đậm đà hơn, phù hợp với gu thưởng thức cà phê của người Việt.
3. Expert Blend: được đặc chế để dùng riêng cho các quán cà phê, chủ quán sẽ pha chế theo công thức của mình để tạo ra hương vị riêng. Hạt được dùng với tỷ lệ cao nhất ở dòng này là Robusta[14].

## Thành tựu
Được 2 năm kể từ lần đầu xuất hiện trên thị trường ngày 10/2016, King Coffee đã có một số thành tựu:
1. Cuối tháng 3/2017 King Coffee trở thành Top 4 sản phẩm cà phê bán chạy nhất T-Mall (trang bán hàng của Alibaba).[17]
2. Ngày 8/10/2017, TNI Corporation với dòng sản phẩm King Coffee nhận được giải thưởng "Thương hiệu, sản phẩm, dịch vụ nổi tiếng Châu Á – Thái Bình Dương 2017", do Viện Quản lý và Phát triển Châu Á và Tập đoàn Truyền thông Quốc gia Việt Nam bình chọn.[18]
3. Tháng 11/2017: King Coffee được chọn trưng bày tại Triển lãm "Việt Nam – Đối tác tin cậy và tiềm năng" bên lề Hội nghị thượng đỉnh APEC 2017[19]